# Stratford (Wisconsin)
Stratford és una població dels Estats Units a l'estat de Wisconsin. Segons el cens del 2000 tenia 1.523 habitants.

## Demografia
Segons el cens del 2000, Stratford tenia 1.523 habitants, 603 habitatges, i 413 famílies. La densitat de població era de 110,9 habitants per km².
Dels 603 habitatges en un 34,8% hi vivien nens de menys de 18 anys, en un 57,7% hi vivien parelles casades, en un 7,6% dones solteres, i en un 31,5% no eren unitats familiars. En el 25,7% dels habitatges hi vivien persones soles el 12,6% de les quals corresponia a persones de 65 anys o més que vivien soles. El nombre mitjà de persones vivint en cada habitatge era de 2,5 i el nombre mitjà de persones que vivien en cada família era de 3,06.
Per edats la població es repartia de la següent manera: un 27,1% tenia menys de 18 anys, un 8,5% entre 18 i 24, un 31,8% entre 25 i 44, un 19% de 45 a 60 i un 13,7% 65 anys o més.
L'edat mediana era de 34 anys. Per cada 100 dones de 18 o més anys hi havia 96,3 homes.
La renda mediana per habitatge era de 42.569 $ i la renda mediana per família de 51.250 $. Els homes tenien una renda mediana de 31.793 $ mentre que les dones 23.352 $. La renda per capita de la població era de 17.934 $. Aproximadament el 4,6% de les famílies i el 6% de la població estaven per davall del llindar de pobresa.

## Poblacions més properes
El següent diagrama mostra les poblacions més properes.